# Anna Levinson
Anna Levinson (8 de enero de 1939 - 13 de mayo de 2015) fue una zoóloga alemana especializada en entomología general y aplicada. Trabajó en el Instituto Max Planck de Fisiología del Comportamiento desde 1971 y en el Instituto Max Planck de Ornitología desde 2004, en Seewiesen y Erling (Alta Baviera, Alemania).
Recibió la Medalla Karl Leopold Escherich el 26 de febrero de 2007 en Innsbruck, Austria, otorgada por la DGaaE (Sociedad Alemana de Entomología General y Aplicada).

## Vida
Nació en Tel-Aviv. 
Era hija del ingeniero Isaac Bar-Ilan y de la matemática Frieda Bar-Ilan. Se graduó en un Gymnasium orientado a las matemáticas y las ciencias, y fue profesora de biología en una escuela secundaria. 
Estudió Botánica, Zoología, Parasitología y Química. Se graduó con el grado de "Magister Scientiarum" de la Facultad de Ciencias de la Universidad Hebrea de Jerusalén en 1964. En su proyecto de investigación, estudió los patrones de sonido y las respuestas de comportamiento producidas por Locusta migratoria y Schistocerca gregaria (Acrididae, Caelifera).
Realizó una investigación doctoral bajo la supervisión de los profesores R. Galun y E. Rivnay sobre la utilización de atrayentes y repelentes de insectos para suprimir la densidad de las poblaciones de insectos dañinos, particularmente en el gusano fitófago de la hoja del algodón Spodoptera littoralis (Noctuidae, Lepidoptera), de la chinche hematófaga Cimex lectularius (Cimicidae, Hemiptera) y el escarabajo  Trogoderma granarium (Dermestidae, Coleoptera), que se alimenta de cereales. Se doctoró en 1972.
Entre 1965 y 1968, Anna Levinson impartió cursos de entomología a estudiantes de la Universidad Hebrea de Jerusalén. 
Realizó investigaciones sobre el control biológico de poblaciones de insectos plaga, en particular la cochinilla Parlatoria blanchardii (Coccoidea, Stenorrhyncha) utilizando varias especies de los géneros coccinélidos Chilocorus y Scymnus. 
Investigó el comportamiento de agregación y dispersión de la especie de chinches Cimex lectularius y descubrió las feromonas intraespecíficas de montaje y alarma del hemíptero anterior.
En 1971 se convirtió en investigadora asociada del Instituto Max Planck de Fisiología del Comportamiento e investigó, junto con su esposo Hermann Levinson, sobre la fisiología nutricional y sensorial de ciertas especies de insectos y ácaros dañinos, en particular sobre la estructura molecular y el modo de acción de las kairomonas; feromonas sexuales y otros estímulos de posible valor en la producción de insecticidas; y acaristasis. La insectistasis emplea feromonas para atrapar, confundir o inhibir el apareamiento, con el fin de mantener las poblaciones de plagas por debajo de un nivel en el que puedan causar un daño económico significativo. 
A partir de 1988, Anna Levinson y Hermann Levinson trabajaron juntos en la etnozoología de especies predominantes en el antiguo Oriente y la Antigüedad clásica.

## Logros
Anna Levinson ha colaborado con equipos de investigación nacionales e internacionales, como los de Wittko Francke, Christoph Reichmuth, Kenji Mori, Robert M. Silverstein y Konstantin Buchelos. Investigaron el modo de acción y el empleo de trampas de feromonas para escarabajos y polillas de productos almacenados, particularmente escarabajos khapra, escarabajos de la piel, escarabajos del tabaco, polillas de los cereales, polillas de la harina, polillas del tabaco y polillas de las almendras. Estas trampas se patentaron en numerosos países y se utilizan de forma rutinaria hasta ahora. Reducen significativamente el número de tratamientos insecticidas necesarios en el entorno de almacenamiento. En total escribió más de 100 artículos científicos.

## Premios
Anna Levinson fue miembro de la Sociedad Alemana de Entomología General y Aplicada (DGaaE) y de la Sociedad Entomológica de Múnich (MEG). 
Debido a sus numerosos logros y publicaciones, recibió el reconocimiento mundial como Científica Líder del Mundo en 2006, otorgado por el Centro Biográfico Internacional de Cambridge, Inglaterra. 
Recibió la Medalla de Honor de Karl Leopold Escherich, otorgada por Gerald Moritz, presidente de la Sociedad Alemana de Entomología General y Aplicada (DGaaE) en 2007.

## Obras sobre Hermann y Anna Levinson
- "Alfred Elbert - Laudatio für Frau Dra. Anna Levinson und Herrn Professor Dr. Hermann Levinson anlässlich der Verleihung der Karl-Escherich-Medaille der Deutschen Gesellschaft für allgemeine und angewandte Entomologie am 26. febrero de 2007 en Innsbruck". , Mitón. Dtsch. Ges. alg. angew Ent. 16, 2008, pág. 9
- "Hechizos Mágicos para combatir Plagas". Gottfried Plehn, Max-Planck-Research, páginas 58–61.(2OO2)
- Gutsmiedel, D. 2OO3: Die ägyptischen Plagegeister. Bild der Wissenschaft 6, 7O-72